# Rodriguezia bracteata
Rodriguezia bracteata är en orkidéart som först beskrevs av Vell., och fick sitt nu gällande namn av Frederico Carlos Hoehne. Rodriguezia bracteata ingår i släktet Rodriguezia och familjen orkidéer. Inga underarter finns listade i Catalogue of Life.